# Xã Pender, Quận Thurston, Nebraska
Xã Pender (tiếng Anh: Pender Township) là một xã thuộc quận Thurston, tiểu bang Nebraska, Hoa Kỳ. Năm 2010, dân số của xã này là 1.162 người.